# Diaspora (rede social)
Diaspora (estilizado DIASPORA*) é uma rede social criada pelos estudantes Ilya Zhitomirskiy, Dan Grippi, Max Salzberg e Raphael Sofaer em 2010. O objetivo do Diaspora é de ser uma rede decentralizada, ao contrário da natureza centralizada do Facebook. É software de código aberto, licenciado sob a licença GNU AGPL. A última versão estável do software foi lançada em Agosto de 2017.